# Lady Margaret Hall (Oxford)

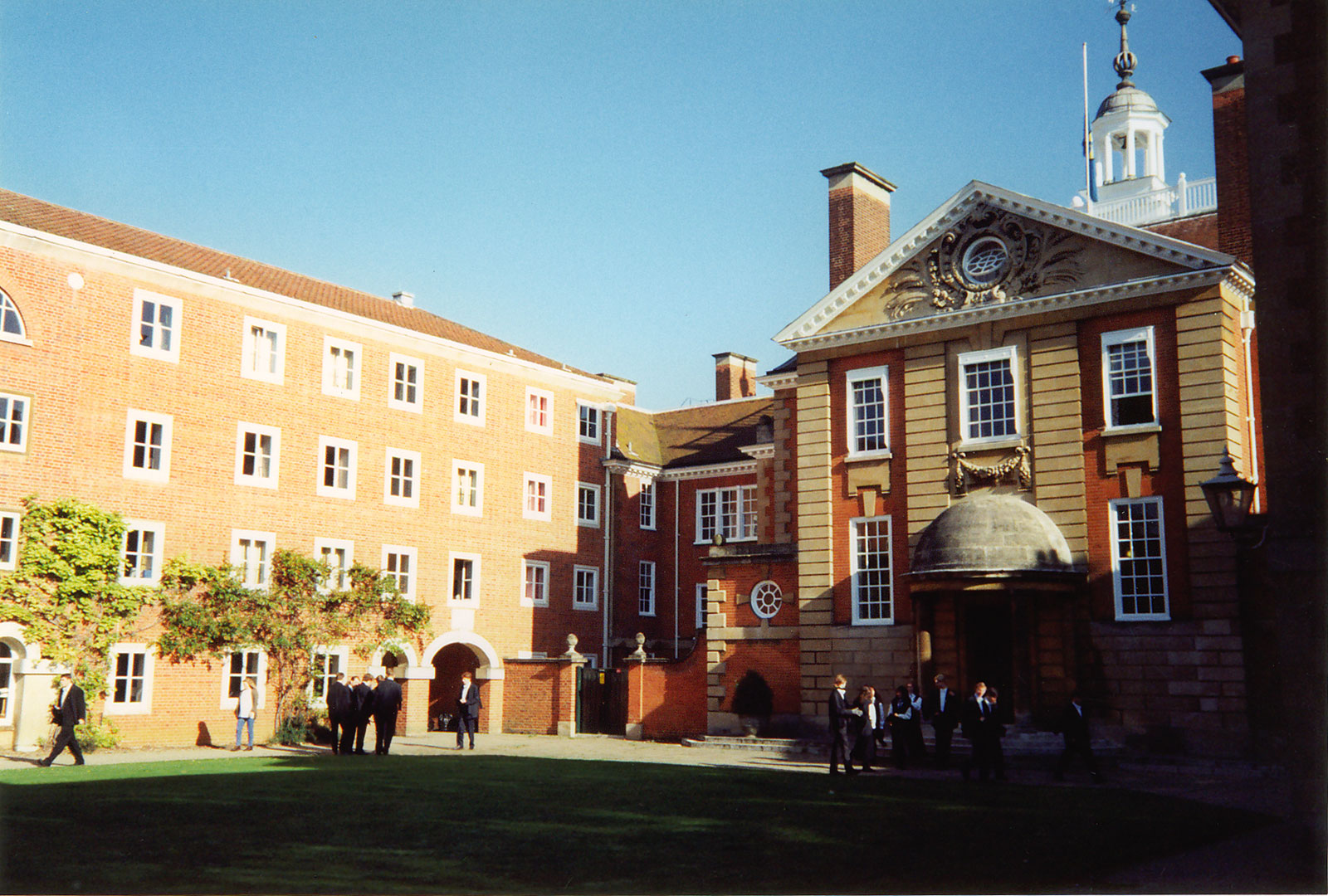
Lady Margaret Hall : la cour principale.

Le Lady Margaret Hall, surnommé « LMH », est l'un des collèges constitutifs de l'université d'Oxford. Situé au bord de la rivière Cherwell, à l'extrémité de Norham Gardens, au nord de la ville, il fut le premier collège de cette université destiné aux jeunes filles. Depuis 1979, l'établissement est devenu mixte.

## Histoire
L'établissement fut fondé en 1878 par Edward Stuart Talbot. Sa première principale fut Elizabeth Wordsworth, petite-nièce du poète William Wordsworth et fille de Christopher Wordsworth, évêque de Lincoln. Il doit son nom à Lady Margaret Beaufort, mère du roi Henri VII et femme d'une grande culture.
La devise du collège, libellée en français, est « Souvent me souviens ».
En 2017, Malala Yousafzai, lauréate du prix Nobel de la paix 2014 est acceptée comme étudiante, après avoir obtenu des notes qui le lui permettent aux A-level.

## Personnalités liées au collège

### Principaux
- Elizabeth Wordsworth (1879-1909)
- Henrietta Jex-Blake (1909-1921)
- Lynda Grier (en) 1921-1945
- Lucy Sutherland (1945-1971)
- Elizabeth Millicent Chilver (en) (1971-1979)
- Frances Lannon (en) (2002-2015)
- Alan Rusbridger (2015-2021)
- Christine Gerrard principale intérimaire (2021-2022)[3]
- Stephen Blyth (en), depuis octobre 2022[4].

### Étudiantes
- Alice Stewart, médecin lauréate du Right Livelihood Award en 1986
- Harriett Baldwin, personnalité politique britannique
- Gertrude Bell, femmes de lettres et archéologue britannique
- Benazir Bhutto, ancienne première ministre pakistanaise
- Maude Clarke, historienne irlandaise
- Siobhan Dowd, écrivaine britannique
- Antonia Fraser, romancière
- Michael Gove, personnalité politique britannique
- Eleanor Jourdain, principale de collège
- Eleanor Constance Lodge, historienne, étudiante puis principale adjointe du collège
- Eliza Manningham-Buller, baronne et directrice du MI-5 britannique
- Christine Nicholls, éditrice anglo-kényane
- Kate Parminter, pair à vie
- Elizabeth Pakenham, femme de lettres[5]
- Susan Thomas, femme politique
- Margaret Turner-Warwick, médecin britannique, présidente du Royal College of Physicians
- Gertrude Trevelyan, romancière britannique
- Malala Yousafzai, lauréate du prix Nobel de la paix (2014)